# 중부주 (부르키나파소)
중부주(프랑스어: Centre)는 부르키나파소 중부에 위치한 주로 주도는 와가두구(부르키나파소의 수도이기도 함)이며 면적은 2,805km2, 인구는 1,523,980명(2006년 기준)이다. 북쪽과 북동쪽으로는 플라토상트랄주, 남쪽으로는 중남부주, 서쪽으로는 중서부주와 접한다. 1개 현(카디오고현)을 관할한다.